# Ciénaga de Oro
Ciénaga de Oro es un municipio colombiano ubicado en el departamento de Córdoba. Parte de la Subregión del Medio Sinú.

## Toponimia
El nombre de Ciénaga de Oro surge del hecho en que en tiempos de su fundación, y en épocas de lluvias torrenciales, descendían de los cerros situados al oriente abundantes pepitas de oro que después eran recogidas por sus habitantes en los distintos puntos de la población.

## División Político-Administrativa
Además de su Cabecera municipal. Ciénaga de Oro tiene bajo su jurisdicción los siguientes Centros poblados:
- Barro Prieto
- Berástegui
- Egipto
- El Salado
- La Draga
- La Esperanza
- Laguneta
- Las Balsas
- Las Palmitas
- Las Piedras
- Los Mimbres
- Malagana
- Pijiguayal
- Puerto de La Cruz
- Punta de Yáñez
- Rosa Vieja
- San Antonio de Táchira
- Santiago Pobre
- Santiaguito
- Suárez

## Geografía

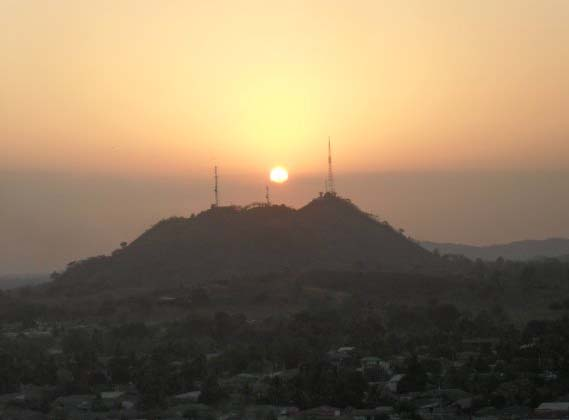
El Cerro del Socorro, en la entrada al municipio.

Se dice que desde la Edad Secundaria de la tierra, apareció la Cordillera Occidental que atraviesa a Colombia de sur a norte, y de la cual se desprenden las serranías de Abibe, San Jerónimo y Ayapel que entran al departamento de Córdoba. De las tres serranías, la de San Jerónimo penetra a Ciénaga de oro, rodeándolo por el oriente y el occidente, con una altitud de 13 metros sobre el nivel del mar. Todo el territorio municipal se extiende en una zona geográfica de transición comprendida entre las subregiones del Medio Sinú y la sabana cordobesa.
Ciénaga de Oro se encuentra ubicada a 35 kilómetros aproximadamente de Montería, capital del departamento de Córdoba, rodeado de colinas que vienen a ser una desmembración de la Serranía de San Jerónimo. Se sienta al costado del Caño de Aguas Prietas o del Floral, que baja de las serranías de San Carlos, después de recibir las aguas de varias ciénagas que le hacen aumentar su caudal, va a confundirse con las aguas del río Sinú frente a Lorica.
La serranía de San Jerónimo que lo penetra por el oriente y el occidente, forma dos zonas diferentes; la primera al norte: plana baja y cenagosa, bañada por una gran cantidad de corrientes menores; y la segunda al sur, relativamente montañosa con alturas que no alcanzan a 300 metros sobre el nivel del mar. Por esta misma conformación topográfica, la jurisdicción municipal dispone solamente del piso térmico cálido.
Se encuentra localizado al oriente del departamento, a 35 kilómetros de Montería. El municipio de Ciénaga de Oro tiene una extensión de 50.100 hectáreas que corresponde a un 2% de la extensión de departamento de Córdoba, de las cuales el 15% son terrenos planos, es decir, 7.515 hectáreas; el 5% de terrenos quebrados, con 2.505 hectáreas. Limita por el norte con San Andrés de Sotavento y Chimá; por el sur, con Pueblo Nuevo; por el oriente, con los municipios de Chinú y Sahagún y por el occidente, con los municipios de Cereté, San Carlos y San Pelayo.
Ciénaga de Oro tiene una altura de 13 metros sobre el nivel del mar. Se halla localizado a los 8°53′ latitud norte y 75°53′ de longitud al occidente del meridiano de Greenwich.

### Hidrografía

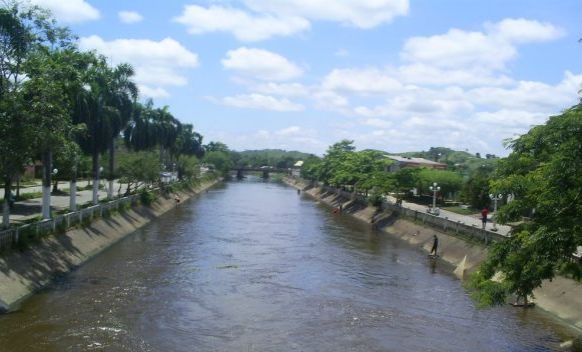
El Caño de Aguas Prietas.

Como municipio de ciénaga que es, Ciénaga de Oro lo atraviesa el Caño de Aguas Prietas de suroriente a norte. Antiguamente se llamaba Caño de Martínez, porque recogía el agua del Martínez (Cereté). Después se llamó Floral, y finalmente Caño de Aguas Prietas. Fue un brazo del río Sinú, de los tantos que ha tenido en el curso de los años. Hoy el caño cruza el casco urbano de sur a norte. Este tiene su cuenca hidrográfica en El Cerrito, en el barrio de La Granja de Montería, en El Reformatorio y en la serranía de San Carlos, amplia zona del Sinú Medio, pasa por Ciénaga de Oro, y ya un poco lento vierte sus aguas en la Ciénaga Grande para luego volverse a encontrar con el río Sinú en la ciudad de Lorica.

## Historia
Se cree que los primeros pobladores de Ciénaga de Oro entraron por Punta de Yánez y buscaron tierras altas para asentarse. Es posible que esto haya sucedido hace tres milenios. La que hoy es Ciénaga de Oro fue fundada el 15 de diciembre de 1776. Antes había tribus diseminadas por toda la región bajo la autoridad de distintos caciques. Uno de los más conocidos era el cacique Zuripá, al cual los españoles le castellanizaron el nombre de Zuritá. Esas casitas distribuidas por las faldas de los cerros fueron reorganizadas por los conquistadores españoles que comandaba Juan Torrezal Díaz Pimienta, que estaba bajo el mando del legendario Antonio de la Torre y Miranda. Le acordaron el nombre de San José de Ciénaga de Oro y a la razón tenían 824 habitantes. 
El nombre de Ciénaga de Oro se lo pusieron los españoles y correspondía a la enorme cantidad de oro que encontraron en estas tierras. Lo cual se acoplaba con las ambiciones de los ibéricos que no tenían rubor para exclamar: “Los españoles padecemos una enfermedad del corazón, la cual solo la cura el oro”. Ya habían estado saqueando en las tierras de La Tota y la sed por el preciado metal no se había saciado. Ciénaga de Oro está ubicada en la región Finzenú. Sus naturales eran de origen Caribe. El cacique se pintaba con jagua y achiote para espantar los mosquitos y defenderse del sol. Usaban coronas de plumas y llevaban collares de oro y colmillos de animales. Los genitales, cuando adultos lo cubrían con una especie de caracol.
En el antiguo territorio mandaba un cacique; el más conocido se llamaba Panaguá y, según se sabe tuvo un final dramático. Este cacique se rodeaba de un grupo de ancianos que cumplían la función de consejeros.
El poder era herencial, se trasmitía del padre al hijo mayor. Después de Panaguá no se conoce el nombre de otro cacique, pues los españoles atacaron con fiereza y exterminaron o dispersaron los indígenas sobrevivientes, lo cual les impidió una posterior reorganización.
Fundado el 15 de diciembre de 1776 por Antonio de la Torre y Miranda, es el décimo municipio en el orden cronológico de fundación después de Purísima, 1533; Chinú, 1534; Ayapel, 1534; Chimá, 1573; San Andrés de Sotavento, 1600; Los Córdobas, 1621; San Antero (Colombia) San Antero, 1687; Momil, 1693; y Cereté, 1721.
Ciénaga de Oro perteneció a un cantón 8.º cuya cabecera era Lorica, hasta el 7 de octubre de 1851 en el que fue erigido en la cabecera del cantón 11, integrado por los municipios; Chimá, San Carlos, Montería, Cereté y San Pelayo. Para estas calendas Ciénaga de Oro tenía 5163 habitantes mientras Montería y Cereté bajo su jurisdicción tenían 2039 y 1388 habitantes respectivamente. Dos años después, es decir, en 1853, la asamblea legislativa de la provincia de Cartagena reformó la constitución y el Cantón de Ciénaga de Oro envió como sus representantes a Manuel Laza Grau, Daniel Otero e Ignacio G. Guerra.
En 1855 y debido a la Constitución de 1853, el circuito electoral de Ciénaga de Oro envió a la asamblea legislativa del Estado Federal de Bolívar a Manuel María Casas, Manuel Laza Grau y Joaquín Araujo como representantes del Cantón, el cual subsistió hasta el 20 de diciembre de 1862 en la que la Asamblea Legislativa del Estado de Bolívar dividió su territorio en 12 provincias regidas por un gobernador provincial. Una de estas fue la Provincia de Nieto, cuya capital fue Ciénaga de Oro y estaba compuesta por los municipios de Montería, Cereté, San Carlos y San Pelayo.
La ley que lo creó comenzó a regir el 20 de enero del año siguiente, en 1863. Esta ley fue sancionada por el presidente del Estado, Juan José Nieto, cuyo nombre se le dio a la Provincia. Uno de los gobernantes de la provincia fue José Burgos Villadiego, natural de esta ciudad.
Hoy subsisten algunas agrupaciones indígenas en Salguero, Barro Prieto, Los Mimbres, San Antonio del Táchira y Noche Azul. La mayoría de estas tribus desaparecieron. Es ya conocida la historia de que los indígenas caribes preferían la muerte o la huida hacia la selva profunda antes de someterse al conquistador español.
En 1951, cuando se crea el departamento de Córdoba y donde el municipio pasa a estar bajo control de este nuevo ente nacional.

## Servicios públicos
- Energía Eléctrica: Afinia, del grupo EPM, es la empresa prestadora del servicio de energía eléctrica.
- Gas Natural: Surtigas es la empresa distribuidora y comercializadora de gas natural en el municipio.